# Лакич, Огниен
Огниен Лакич (серб. Огњен Лакић; 1 августа 1978, Югославия) — югославский и сербский футболист.

## Биография
До 18-летнего возраста играл за юношескую сборную Югославии. Клубную карьеру начинал в клубе Высшего дивизиона национального чемпионата — «Хайдук Родич МБ» из города Кула. В сезоне 1998/1999 выступал на правах аренды за «Бечей». Зимой 2000 года проводил сборы с российским клубом «Крылья Советов» на Кипре, после чего он залечил травму и продолжил играть в чемпионате Югославии. За полсезона по словам Огниена он забил шесть мячей, а сезоном ранее отличился десять раз. Огнен Лакич подписал двухлетний контракт с клубом из России и был заявлен за самарцев 26 июня 2000 года, а уже на следующий день дебютировал чемпионате, выйдя в стартовом составе в выездном матче против владикавказской «Алании» и забил 2 мяча. В июле 2001 года изъявил желание покинуть «Крылья Советов», затем долгое время тренировался в новороссийском «Черноморец». Произвёл довольно неплохое впечатление на Сергея Андреева и готов был уже подписать контракт. Однако позже заявили, что скоро на просмотр приедут два нападающих из Камеруна, и вскоре отказались от услуг Лакича. После чего перебрался в «Динамо» из Тбилиси. После чего играл за множество клубом из стран бывшей Югославии и в Израиле. В 2006 году перебрался в витебский «Локомотив», где работал под наставничеством Андрея Чернышова. После чего выступал за «Локомотив» из Минска и венгерский «Шиофок». Завершал карьеру в кипрском «Арисе» из Лимасола.